# Нингётё (станция)
Станция Нингётё (яп. 人形町駅 нингё:тё: эки) — железнодорожная станция на линиях Хибия и Асакуса, расположенная в специальном районе Тюо в Токио. Станция обозначена номером A-14 на линии Асакуса и H-14 на линии Хибия. На станции установлены автоматические платформенные ворота.

## История
Станция была открыта на линии Хибия 31-го мая 1962 года, 30 сентября того же года была открыта станция линии Асакуса.

## Планировка станции

### Линия Хибия
Две платформы бокового типа и 2 пути.
| 1 | ○ Линия Хибия | Гиндза, Нака-Мэгуро, Кикуна        |
| 2 | ○ Линия Хибия | Уэно, Кита-Сэндзю, Тобу-Добуцукоэн |

### Линия Асакуса
Одна платформа островного типа и 2 пути.
| 1 | ○ Линия Асакуса | Нихонбаси, Сэнгакудзи, Ниси-Магомэ, Аэропорт Ханэда, Мисакигути |
| 2 | ○ Линия Асакуса | Осиагэ, Аэропорт Нарита, Инба-Нихон-Идай, Сибаяма-Тиёда         |

## Близлежащие станции
| «                |  | Линия         |  | »                       |
| ---------------- |  | ------------- |  | ----------------------- |
| Каябатё (H-13)   |  | Линия Хибия   |  | Кодэмматё (H-15)        |
| Нихонбаси (A-13) |  | Линия Асакуса |  | Хигаси-Нихонбаси (A-15) |